# Janus Kodal
Janus Kodal er en dansk digter og forfatter. Hans lyriske forfatterskab fungerer illustrativt i forhold til den bevægelse, den danske lyrik har foretaget fra 90'erne og op til i dag. Han har desuden arbejdet indenfor andre genrer, bl.a. det litterære essay og senest billedbogen. Han har deltaget aktivt i den offentlige debat og grundlagde tidsskriftet Banana Split. Han har desuden været redaktør for Den Blå Port. Janus Kodal er uddannet fra Forfatterskolen 1989-91.

## Udvalgte udgivelser
- Antologi (1991) : Digte
- ingentings mestre (1994) : Digt
- Fyrsten Zibebes bekendelse (1998) : Digte
- I provinsen (2001) : Digte
- Seks suiter (2004) : Digte
- Hovedbanen og andre impulskøb (2008) : Digte
- Tokyo (2008) : Rejseskildring
- Sabotage (2010) : Digte
- Sabotage V-VIII (2011) : Digte
- Om vold og etik – et stridsskrift (2011)
- Schnelltrocknende Fluid Aktion (2011) : Bogobjekt
- Muftien af Bobo (2011) : Billedbog
- Sort/Hvid+ (2012) : Digte
- Der var en gang (2013) : Billedbog
- Den Hemmelige Pige (2013) : Billedbog
- Ny i Nulte (2013) : Billedbog
- Pipilotta og mormors gamle skab (2013) : Billedbog
- Pipilotta og drømmeknappen (2014) : Billedbog
- Åh, Elvira (2014) : Billedbog
- En rimelig våd men alligevel temmelig perfekt dag i nulte (2014) : Billedbog
- Nultes rimelig lille, men temmelig storladne poesibog (2015) : Billedbog
- Eksil (2016) : Digte
- Døren (2016) : Billedbog
- Undskyld (2017) : Digte
- Stien (2018) : Fortælling
- Fork (2022) : Digte
- Saks (2024): Digte